# Jasper, Alabama
Jasper là một thành phố thuộc quận Walker, tiểu bang Alabama, Hoa Kỳ. Dân số năm 2009 là 14029 người, mật độ đạt 190 người/km².